# OU (ゲーム)
『OU』（オーユー）は、room6が開発しジー・モードより2023年8月31日に発売されたSteam/Nintendo Switch用アドベンチャーゲーム。room6が展開するインディーゲームレーベル「ヨカゼ」のソフトの一つ。

## 概要
不思議な風景が広がる世界「ウクロニア」を舞台に、記憶を失っている少年・OUがオポッサムのサリーに導かれ、自身の物語を探す旅に出る。ウクロニアは複数の場面に分かれており、辺りにある水場の中にOUたちが飛び込むことで次の場面に移動するが、飛び込む前と後の場面には脈絡がなく、さながら、夢の中をさまよっているように物語が進行していく。
作品内のグラフィックは、企画・シナリオも手掛ける幸田御魚が描いた児童文学の挿絵のようなペン画が用いられており、公式サイトでは本作のジャンル名を「ピクチャレスク・アドベンチャー」と称している。また、BGMには、椎葉大翼の作曲による、ギターをフィーチャーした郷愁感のある生演奏の楽曲が用いられている。
2025年8月28日には、Nintendo Switch向けのパッケージ版が発売予定。この中には、本作と同じく幸田御魚が企画・シナリオ・キャラクターデザインを手掛け2008年に発売されたフィーチャーフォン用ソフト『セパスチャンネル』のG-MODEアーカイブス版（移植版）が収録されている。

## システム
OUを操作する各エリアの表示は横スクロール型で、前述のようにエリア内にある水の中に飛び込むと次の場面に移動する。
OUはふせんを所持しており、旅の途中でも様々な種類のふせんが手に入る。ふせんを背景の一部に貼り付けると対象物に関する解説文が表示されるようになり、また、ふせんを投げて遠くのものに当てるという使い方もできる。一部のふせんは対象物を光らせたり燃やしたりする効果を持ち、これを利用して道中の仕掛けを解く場面もある。
本作は周回プレイを前提とした内容になっている。当初の目的地である「組み立ての杜（もり）」に到着するまでの道中でとった行動により物語は2つのルートのいずれかに分岐し、さらにルートの最後に提示される選択肢によって結末が変化する。そしてスタッフロールが流れてエンディングを迎えた後に再プレイするとサリーの態度や言動などが変化している新たな周回が始まる。周回を続ける中で条件を満たすと物語が進展し、最終エンディングを迎えることになる。
2023年12月20日配信の無料アップデートにより、サリーを主人公とするシナリオ「サリーの物語」と作中の用語や登場人物の情報などを閲覧できるモード「ウクロニア百科事典」が追加された。

## 用語
ウクロニア
誰かにより創作された物語とその受け取り手との間に生まれる心象世界。
受け取り手の印象をもとに原典の物語から風景や住人が投影され、世界が形作られている。世界は人知れず生まれ、いずれ消えゆく運命にある。
イェニース
ウクロニアの秩序を保つ役割を担う「土着の者」たち。サリーや後述のサウダージゴースト、泣き女がこれに該当する。
原典の物語には存在せず、受け取り手が望む物語の解釈をより良いものにするための補助に努めている。
セメリオーディス
ウクロニアで自我を持たず存在する「基礎の者」たち。サリーはセメリオーディスについて「役者のようなもの」と表現している。
セメリオーディスが消滅していくことにより、ウクロニアは崩壊へ向かう。
サウダージゴースト
ウクロニアの各所で現れる怪物。単に「サウダージ」とも呼ばれる。
セメリオーディスがサウダージゴーストに捕食されると受け取り手の記憶と印象から消滅し「忘却の果て」と呼ばれる空間に送られる。

## 登場人物
OU
記憶をなくした少年。帽子をかぶり、ふせん入りの肩掛けカバンを身に着けている。一方で、靴を履いておらず裸足で移動する。
「干からびた河原」で倒れていた状態から目を覚まし、直後に現れたサリーの案内を受けながらウクロニアを巡る。
イェニースでもセメリオーディスでもない特異な存在で、このことを理由にサリーから「OU」と呼ばれるようになる。サリーによると、「OU」は古いギリシャの言葉で「無い」を意味するとのこと。
サリー
尻尾に火がついているオポッサム。
無口なOUに対して詩的な言葉でウクロニアの成り立ちについて説明し、共に世界を巡りながら幸せな結末に導くことを目指している。
ジェミニ
「組み立ての杜」で眠りについている、OUと瓜二つの少女。
OUの姉を名乗り、二人でいた頃の記憶を見つけ出してほしいとOUに依頼する。一方で、ウクロニアの破壊を望んでおり、OUに協力を求める。
泣き女
OUの行く先々で現れる女性の幽霊。悲しみの感情に反応し周囲に雨を降らせる。
かつて我が子を水に落として失ったという経緯から、水面を通して移動するOUに恐怖を覚えている。一方で、ジェミニを連れ去る行動をとることもある。
マリアッチ楽団
「乾いた街」に滞在している、ガブリエラ、ミゲランヘル、リカルドのオポッサム3匹で構成された楽団。
サリーと親しい関係にあるが、イェニースであるサリーと異なり楽団メンバーはセメリオーディスで、立場の違いから両者がたびたび小競り合いとなる。
ベッドの女性
「病室」のベッドで上半身を起こし佇んでいる女性。
OUを見て別の誰かと勘違いし、過去に悲しませてしまった自身の母親のことを語り始める。ジャカランダの花を好んでいる。
幻視者
「幻視者のアトリエ」で絵筆とパレットを持って立っている長身の女性。
ウクロニアの世界を描く存在で、アトリエには風景画が並んでいる。この絵画にOUが飛び込むと、水面と同じように別の場面に移動できる。
ルー
「ルーの崖」の主である白い雄犬。首には首輪が巻き付いている。
言葉を発することなく留まっており、悲しみが強いとサリーは語るが、OUが体を撫でると機嫌を良くする。
わたし
ウクロニアの原典となる物語の主人公。OUの頭身を高くしたような姿をしている。
原典では、生前の姉の意思を尊重し遺灰を川に撒くという結末を迎えている。

## 主題歌
おまじないのように
歌：みけたはな、作詞：幸田御魚、英語詞：Marco Godano、作編曲：椎葉大翼
日本語版と英語版があり、どちらもみけたはなが歌唱している。

## 開発

### 開発開始までの経緯
ジー・モードでは、フィーチャーフォン用ゲームの復刻プロジェクト「G-MODEアーカイブス」を展開しており、竹下功一がプロデューサーを務めている。ある時、竹下は、復刻したゲームのエンドクレジットで幸田御魚の名前をよく見かけることに気づき、加えて、ユーザーから寄せられた復刻リクエストの中に幸田が手掛けた『セパスチャンネル』やホラーゲーム三部作（千羽鶴シリーズ）が挙がっていたことから、印象的なタイトルには必ず幸田の名前があると感じて気になっていた。その後、ジー・モードで新しい作品を作ることになった2020年の年末、竹下は思い切って幸田に声掛けした。幸田は当初、企画についてそれほど期待していなかったが、行きつけの純喫茶まで訪れる竹下の熱意に押され、幸田が作成したコンセプトアートや作品イメージの案が了承されたことで本作の開発が実現した。

### 構想
ビジュアルやキャラクター、作品構成などは、ほぼ最初の構想のまま完成まで至り、当初からの変更点はストーリーや設定の一部など少数にとどまっている。制作に際して、竹下は幸田に「問題作になってもいいです、作りたいものを作ってください」と伝えており、幸田は後に「通常のゲーム制作ではほとんどあり得ないほどに自分の頭の中にあったものがそのまま形になった」と述懐している。
幸田の制作当初の構想にあったのは「水の中に飛び込んでシーンを移動する」という設定で、これに、メキシコ文化やメタ手法など、幸田が強い関心を持っていた要素を入れ込みながらゲームの仕組みやテーマ、ストーリーを組み立てていった。ゲームの導き手にオポッサム（サリー）を採用したのは、メキシコでオポッサムがとても愛され、伝説にもよく登場する動物であることが理由で、「オポッサムと冒険するゲーム」という構想も抱いていた。また、自身が強く影響を受けてきたメタ作品として、幸田はミヒャエル・エンデの小説『はてしない物語』やユーリ・ノルシュテイン監督のアニメ映画『話の話』を挙げ、そのうえで、「「僕らの現実」と繋がった地に足のついたメタ作品、テーマや作品構造として必然的にメタ作品であるものを作り上げたかった」と語っている。
公式サイト等で本作の内容を表現する際には「アドベンチャーゲームの形をした「何か」」という言葉が用いられており、幸田は開発側に対し、大枠としてゲームの体裁をとりつつも、できるだけゲーム的にならないようにと依頼している。この「ゲーム的」とは、UIデザインや、SE・エフェクトなどの演出表現のことを指し、これらをできるだけ控え目にすることで「ゲームというより読書をしている」ようなプレイ体験を実現することを目指した。ただし、それを突き詰めるとプレイヤーにとって不親切なものになりかねないため、room6やジー・モードと話し合いながら匙加減を調整している。
幸田が描いた本作のグラフィックの原画はボールペンによるほぼ1発描きで、細かい砂利のようなものでもコピー・アンド・ペーストを用いず、ゲーム内で暗くて見えない部分や一瞬しか映らない部分などの作り込みも行っている。こうしたこだわりについて幸田は「ゲームの進行によってどこで切り抜かれても一枚の絵として成立するものを目指した」と語っている。

### 音楽
音楽を担当した椎葉大翼は、以前にroom6が発売した『World for Two』の楽曲を手掛けており、本作の開発をroom6が担当することになった際に、room6経由で依頼を受けた。楽曲制作は幸田が描いたコンセプトアートを基に行われ、椎葉は幸田に「（アートに）3行程度の文章を添えてください」と伝えた。一方、幸田からは「ギター1本で曲を作ってほしい」との要望があり「ギターメインでラテン音楽の要素を取り入れたもの」という方向性も示された。これを受け椎葉は、黒い墨の濃淡だけで描き分ける水墨画になぞらえて、ギター1本で場面ごとの「濃淡」を付けることに気を配り楽曲制作を行った。作中のBGMには全曲にギターパートが含まれており、ギターのみの楽曲のほか、クライマックスの場面では弦楽器や打楽器が加わっている。また、椎葉は楽曲提供以外に、ゲームプレイ中の音楽や効果音が鳴るタイミングのチェックなど、音楽演出に関するディレクションも行っている。

### 発売時期
本作のプロジェクトは当初、半年から1年程度で作り切る小規模なものとしてスタートしたが、結果として、度重なる発売時期延期の措置が取られている。本作の情報が初めて正式発表されたのは2021年4月5日で、同年6月5日配信のWeb番組「INDIE Live Expo 2021」の中で2021年リリース予定とアナウンスされたが、その後、同年11月6日に発売時期を「2022年内」に延期することを発表、さらに2022年12月4日に2023年3月予定と発表し、2023年2月21日には「2023年夏」への延期を発表、同年7月7日に8月31日発売とアナウンスされようやく発売に至った。当初、幸田のアートに関する担当はキャラデザインや背景の構成ラフだけで、それ以外は他のデザイナーたちの協力を得て制作する予定だった。しかし、開発を進める中で、妥協したくないという幸田の気持ちと周囲の薦めにより、幸田が1人で絵を描きあげることやアニメーションに徹底的にこだわる方針が決まり、幸田の担当領域が広がったため、竹下に製作期間倍増を認可してもらい、結果的にリリースまで2年半ほどかかることとなった。

## 評価
- Indie X Online 2022 ノミネート[23]
- BitSummit X-road 「Popular Selection Award」受賞[24]
- 電撃インディー大賞2024 アドベンチャー部門1位、総合4位[25]
- デジタルえほんアワード2024 入選[26]

## コミック
OU オブシディアナ
幸田御魚の作画による全16ページの描き下ろしコミック。ゲーム雑誌『ニンテンドードリーム』2023年11月号の付録。
2023年12月20日には、OU公式サイトにて、新規ページを加えたバージョンが無料公開された。